# Al-Baha (prowincja)
Al-Baha (arab. الباحة) - jest jedną z 13 prowincji w Arabii Saudyjskiej. Znajduje się na południu kraju, niedaleko Mekki.